# Lista zabytków w Mtarfie
To jest lista zabytków w miejscowości Mtarfa na Malcie, które są umieszczone na liście National Inventory of the Cultural Property of the Maltese Islands.

## Lista
| Nazwa zabytku                        | Lokalizacja                          | Współrzędne                                   | Nr na liście NICPMI | Zdjęcie |
| ------------------------------------ | ------------------------------------ | --------------------------------------------- | ------------------- | ------- |
| Brytyjski szpital wojskowy z ogrodem | Triq L-Imtarfa                       | 35°53′24,4″N 14°23′43,7″E/35,890116 14,395468 | 01203               |         |
| Szpital zakaźny                      | Triq Sir David Bruce                 | 35°53′26,0″N 14°23′37,2″E/35,890546 14,393655 | 01204               |         |
| Nisza św. Józefa                     | 21-22 Triq L-Imtarfa                 | 35°53′24,0″N 14°23′47,8″E/35,889988 14,396619 | 2316                |         |
| Kościół św. Oswalda                  | Triq L-Imtarfa                       | 35°53′25,4″N 14°23′46,3″E/35,890391 14,396202 | 2317                |         |
| Statua św. Mikołaja z Bari           | Triq San Oswald                      | 35°53′29,6″N 14°24′04,6″E/35,891563 14,401291 | 2318                |         |
| Stara kaplica św. Łucji              | Triq Santa Luċija                    | 35°53′30,0″N 14°23′46,3″E/35,891666 14,396186 | 2320                |         |
| Nisza Matki Bożej z Lourdes          | Triq L-Imtarfa / Triq Antoine Debono | 35°53′11,5″N 14°23′31,3″E/35,886536 14,392041 | 2321                |         |
| Nisza św. Iwa                        | Triq il-Maltin Internati u Eziljati  | 35°53′12,1″N 14°23′32,8″E/35,886682 14,392431 | 2322                |         |